# محوطه و گورستان گرزه کمنی
محوطه و گورستان گرزه کمنی مربوط به سده‌های اولیه دوران‌های تاریخی پس از اسلام است و در روستای کمنی از توابع بخش دیلمان و شهرستان سیاهکل در استان گیلان واقع شده است. این اثر در تاریخ ۷ اسفند ۱۳۸۶ با شمارهٔ ثبت ۲۱۵۴۲ به‌عنوان یکی از آثار ملی ایران به ثبت رسیده‌است.